# Joaquín Gamboa Pascoe
Joaquín Gamboa Pascoe (Mexico-Stad, 26 april 1927 – 7 januari 2016) was een Mexicaans vakbondsleider en politicus. Hij was secretaris-generaal van de Confederatie van Mexicaanse Arbeiders (CTM).
Gamboa studeerde recht aan de Nationale Autonome Universiteit van Mexico (UNAM). Gamboa sloot zich in 1947 aan bij de CTM en vervulde louter bestuurlijke functies. Hij was voor de Institutioneel Revolutionaire Partij (PRI) afgevaardigde van 1961 tot 1964 en senator van 1976 tot 1982. Gamboa was een van de naaste getrouwen van Fidel Velázquez, gedurende meer dan een halve eeuw secretaris-generaal van de CTM. Nadat Gamboa in 1988 de race om een Senaatszetel verloor aan Porfirio Muñoz Ledo (tegen alle verwachtingen in, voorheen had de PRI de volledige senaat in handen), hield hij een lager profiel aan.
Na het overlijden van Leonardo Rodríguez Alcaine werd Gamboa in 2005 tot secretaris-generaal van de CTM benoemd.